# Drellingore
Drellingore est un village du Kent, en Angleterre.